# Andrij Deschtschyzja

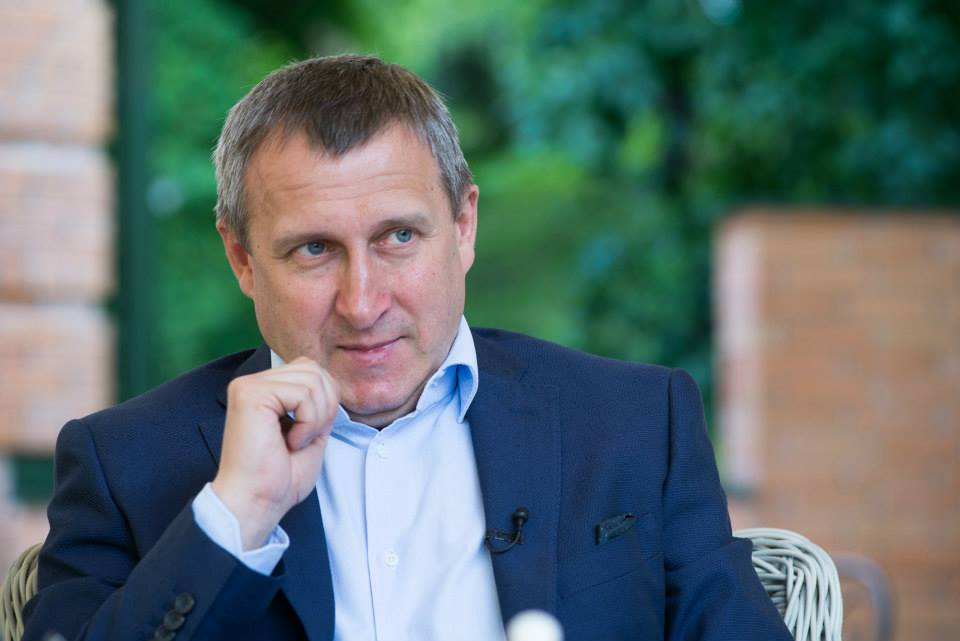
Andrij Deschtschyzja (2015)

Andrij Bogdanowytsch Deschtschyzja (kyrillisch Андрій Богданович Дещиця; * 22. September 1965 in Spassiw bei Sokal, Oblast Lwiw, Ukrainische SSR) ist ein ukrainischer Diplomat und parteiloser Politiker. Er war von Februar bis Juni 2014 kommissarischer Außenminister der Ukraine und somit Mitglied der Übergangsregierung von Arsenij Jazenjuk.

## Leben

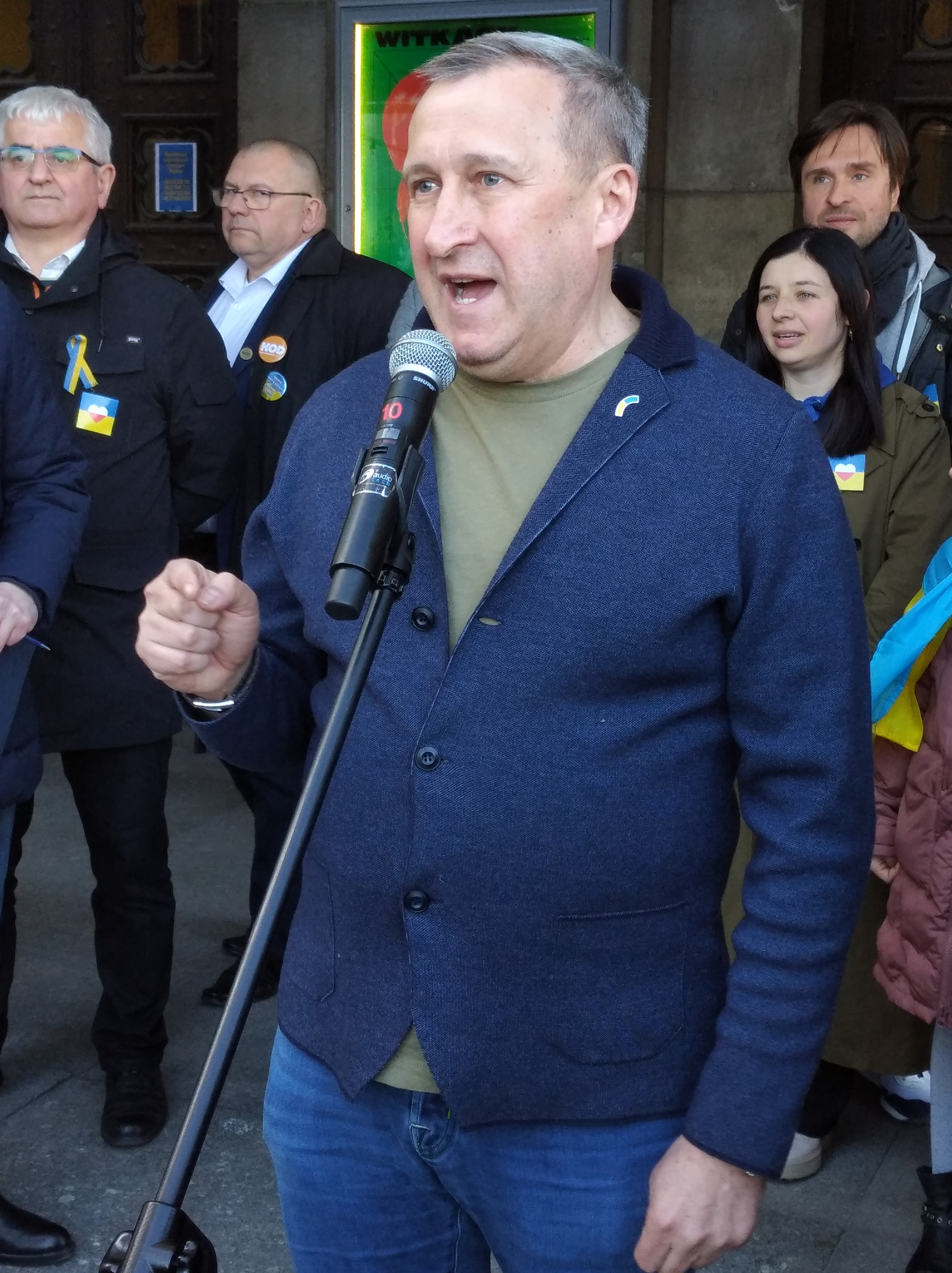
Andrij Deschtschyzja (2022)

Andrij Deschtschyzja hat Politikwissenschaft an der Universität Lemberg und der Universität Alberta (Kanada) studiert. Als ausgebildeter Diplomat war er vor allem im Ausland tätig. Von 1996 bis 1999 arbeitete er als Pressesprecher und erster Sekretär des ukrainischen Botschafters in Polen. Ab 1999 wurde er Seniorkoordinator eines polnisch-ukrainischen Gemeinschaftsprogramms. In den Jahren zwischen 2001 und 2006 war Deschtschyzja des Weiteren ukrainischer Botschaftsrat in Finnland und Polen sowie Sprecher des ukrainischen Außenministeriums. Von 2007 bis 2012 fungierte er schließlich als Botschafter der Ukraine in Finnland und 2008 zwischenzeitlich auch in Island. Im Jahr 2013 wurde er zum ukrainischen Sondergesandten der OSZE gewählt.
Im Zuge der Unruhen in der Ukraine wurde er am 27. Februar 2014 zum kommissarischen Nachfolger von Leonid Koschara als ukrainischer Außenminister vereidigt.
Am 14. Juni 2014 kam es in Kiew als Reaktion auf den Abschuss eines ukrainischen Militärflugzeugs bei Luhansk vor der russischen Botschaft zu gewalttätigen Protesten. Deschtschyzja versuchte beschwichtigend auf die Protestierer einzuwirken. In diesem Zusammenhang forderte er nach eigener Angabe die Demonstranten auf, zu singen was sie wollten, aber keine Steine zu werfen. In der hitzigen Diskussion sagte er, dass er einverstanden sei, dass Wladimir Putin „chuilo“ (russisch хуйло) genannt werde. In einem seit März 2014 in der Ukraine sehr bekannten Sprechgesang Putin chuilo, wird Putin mit diesem obszönen Schimpfwort aus der russischen Vulgärsprache geschmäht. Russische Politiker forderten daraufhin Deschtschyzjas Rücktritt.
Am 13. Oktober 2014 wurde Andrij Deschtschyzja von Präsident Petro Poroschenko zum ukrainischen Botschafter in Warschau ernannt.